# Lena Lotzen
Lena Lotzen   (Würzburg, 11 de setembre de 1993) és una futbolista alemanya, que juga com a davantera. Ha tingut 25 internacionalitats per Alemanya des del 2012. Ha jugat un Mundial i una Eurocopa, arribant a les semifinals del Mundial (2015) i guanyant l'Eurocopa (2013). Amb les categories inferiors va ser subcampiona mundial i campiona europea sub-20 (2011-12) i quatfinalista mundial i semifinalista europea sub-17 (2010).
Actualment juga a la Bundeslliga amb el Bayern Múnic.

## Trajectòria
| Temporades   | Club         | Títols                        |
| ------------ | ------------ | ----------------------------- |
| 10/11 - act. | Bayern Múnic | 1 Eurocopa, 2 Lligues, 1 Copa |